# トライトン (タンバー級潜水艦)
トライトン (USS Triton, SS-201) は、アメリカ海軍の潜水艦。タンバー級潜水艦の一隻。艦名はギリシア神話の海神トリトンに因む。その名を持つ艦としては1918年に短期間使用されたタグボート(ID-3312)以来3隻目。

## 艦歴
トライトンは1939年7月5日にメイン州キタリーのポーツマス海軍造船所で起工した。1940年3月25日にキング夫人（アーネスト・キング大将の妻）によって命名、進水し、1940年8月15日に艦長ウィリス・A・レント少佐（アナポリス1925年組）の指揮下就役する。トライトンは1941年1月14日から3月26日までカリブ海で整調訓練を行い、その後ポーツマスからニューロンドンの海域で機雷敷設訓練を行った。ポーツマスを7月1日に出航し7月12日にパナマ運河を通過、7月20日にカリフォルニア州サンディエゴに到着した。その9日後、姉妹艦のトラウト (USS Trout, SS-202) と共にハワイに向けて出航し、8月4日に真珠湾に到着した。

### 第1の哨戒 1941年11月 - 12月
トライトンは第62潜水隊に配属され、8月30日から9月15日まではミッドウェー島近海で訓練航海を行い、その後はハワイ水域で艦隊訓練に参加した。11月19日、トライトンは平時哨戒のため西に向かい、11月26日にウェーク島近海に到着した。
12月8日、トライトンはウェーク島の方で一条の煙が立ち上っているのを見たが、トライトンではその煙を、ウェーク島で目下行われている建設工事によるものだと推定した。その夜、トライトンが充電のため浮上しラジオをつけると、真珠湾攻撃の情報が入ってきた。ウェーク島も爆撃されており、直後にトライトンはウェークから避退するよう命令された。この日から、自動的に戦時哨戒に切り替わった。翌朝、トライトンは日本機がウェーク島を爆撃しているのを見た。12月10日夜、トライトンは浮上し充電をしていたところ、ウェーク島から照明弾が撃ち込まれたのか、日本の駆逐艦や軽巡洋艦の姿が浮かび上がっていた。トライトンは艦艇に接近し、深度37メートルで艦尾発射管から4本の魚雷を発射した。これは、第二次世界大戦における、最初のアメリカ潜水艦の雷撃だった。58秒後に爆発音を聴取し、深度53メートルに避退して戦場を去った。しかし、実際には何も被害を与えていなかった。一連のウェーク島の戦いには、真珠湾攻撃帰りの第二航空戦隊（山口多聞少将。空母飛龍、蒼龍基幹）も参加していたが、トライトンはその動きに全く気付かなかったし、攻撃もしなかった。そもそも、ウェーク島の海兵隊員350名を救うための努力に欠けていた。12月21日にトライトンは帰投するよう命令を受けた。12月31日、トライトンは42日間の行動を終えて真珠湾に帰投した。

### 第2の哨戒 1942年1月 - 3月
1942年1月25日、トライトンは2回目の哨戒で東シナ海に向かった。担当海域で上海、大連、朝鮮半島を結ぶシーレーンを中心に哨戒。2月17日、トライトンは九州沖で貨物船を発見し、魚雷を4本発射。1本が船尾に命中したかに見えたが、貨物船は別段変わりなく動いていた。同じ日の夕方、トライトンは男女群島沖で対潜掃討中の特設砲艦第五信洋丸（大光商船、1,498トン）を発見。トライトンは距離1,100メートルで魚雷を2本発射し、うち1本が命中。トライトンは一旦は浮上したものの、砲火にさらされてすぐ潜航。第五信洋丸は数回の重い爆発を起こして急速に沈んでいった。2月21日の夜、北緯32度25分 東経126度23分 / 北緯32.417度 東経126.383度の地点でトライトンは充電中だったが、3マイル離れたところにいる船を発見し潜航。相手は2隻おり、そのうちの1隻である輸送船昭久丸（東和汽船、4,484トン）に対して魚雷を2本発射。1本が命中し、被雷した昭久丸からの水煙がすごかったので、2番目の船に対する攻撃はあきらめた。2月27日夜にも北緯31度50分 東経129度03分 / 北緯31.833度 東経129.050度の地点で攻撃を行ったが、成果は定かではなかった。トライトンは、この哨戒で攻撃的であったことや2隻12,000トンの戦果が評価されたが、当時不足していた魚雷の使いすぎが指摘された。3月17日、トライトンは52日間の行動を終えて真珠湾に帰投。艦長がチャールズ・C・カークパトリック少佐（アナポリス1931年組）に代わった。

### 第3の哨戒 1942年4月 - 6月

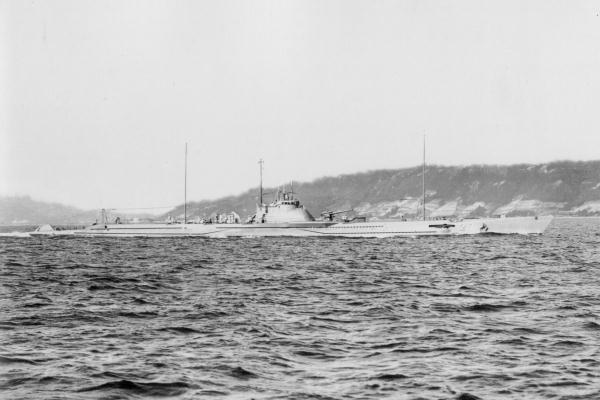
潜水艦伊64（伊164）

4月13日、トライトンは3回目の哨戒で東シナ海に向かった。10日後の4月23日、トライトンは南鳥島近海で1,000トン程度のトロール船を発見。至近距離で魚雷を2本発射したが命中せず、次いで浮上して3インチ砲弾19発と機銃で敵船を撃沈した。これは、今回の戦争における浮上砲戦で相手を撃沈した最初のアメリカ潜水艦の事例となった、と評価された。5月1日朝、トライトンは折りからの曇天とソナーの調子が不十分な中、北緯28度05分 東経124度00分 / 北緯28.083度 東経124.000度の基隆沖で6隻の輸送船と1隻の護衛艦からなる輸送船団を発見。この船団は南方作戦を終えて満州国に帰還する関東軍などを輸送する第三戦車団輸送船団であった。トライトンは船団中の1隻である陸軍輸送船甲谷陀丸（日本郵船、5,338トン）に向けて魚雷を2本発射。うち1本が甲谷陀丸の左舷後部に命中して撃沈した。5月6日朝にも北緯28度25分 東経123度37分 / 北緯28.417度 東経123.617度の地点で、先頭に駆逐艦呉竹を配し、二列縦隊で航行する輸送船団を発見。まず左列先頭の輸送船大栄丸（東和汽船、2,217トン）の左舷に魚雷を命中させて撃沈。夜になって北緯28度40分 東経124度00分 / 北緯28.667度 東経124.000度の地点で右列後尾の陸軍船大元丸（太洋海運、5,665トン）に向けて魚雷を4本発射し、2本命中させてこれを撃沈した。5月15日、トライトンは北緯28度22分 東経132度02分 / 北緯28.367度 東経132.033度の屋久島南東海上で2隻のトロール船、改栄丸と幸圓丸を発見し、2隻を浮上砲戦で撃沈後船員を捕虜とした。翌16日、トライトンは北緯29度05分 東経135度25分 / 北緯29.083度 東経135.417度の地点で珊瑚海海戦で損傷し帰投中の空母翔鶴を発見。しかし、トライトンから翔鶴までの距離は6,100メートルと離れており、しかも16ノットと思われる速力で航行していた。トライトンは浮上し、19ノット強で追跡しつつ空母発見を打電したが、これは司令部に受け付けられなかった。翌17日、トライトンは北緯29度25分 東経134度09分 / 北緯29.417度 東経134.150度の九州西方で、司令塔に日の丸を掲げている伊64（伊164）を発見。伊64はクェゼリン環礁を経由してミッドウェー島近海に向かう途中であった。トライトンは日の丸に照準を合わせて魚雷を発射。魚雷は伊64に命中し、伊64の艦体の一部は30メートルも吹き飛んだあと、艦尾から沈んでいった。伊64の生存者が周辺に漂流していたが、先に撃沈したトロール船船員を収容していて余裕がなく、救助はしなかった。4日後には別の潜水艦を発見し、魚雷を4本発射したが命中しなかった。ミッドウェー海戦当日の6月4日、トライトンは52日間の行動を終えて真珠湾に帰投した。

### 第4の哨戒 1942年6月 - 9月

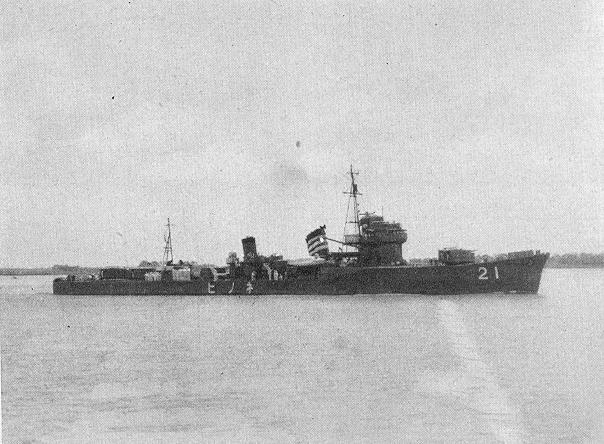
駆逐艦子日

6月25日、トライトンは4回目の哨戒でアリューシャン列島方面に向かった。7月4日、トライトンはアガッツ島サボック岬沖で濃霧の中を哨戒していた。霧が晴れてきた昼ごろ、トライトンは9ノットで航行中の駆逐艦子日を発見し、距離2,700メートルから魚雷を2本発射。そのうち1本が子日の右舷に命中、子日は艦体切断の上転覆し、7分で沈没していった。7月28日と29日には貨物船を発見したが、霧で見失ってしまった。8月9日、トライトンは潜望鏡のようなものを発見し、緊張が走った。しかし、トライトンは深く潜航して事なきを得た。8月15日にはぼんやりとした視界内に船を発見し、距離1,400メートルから魚雷を4本発射。2回の爆発があり、60メートルに及ぶ炎を見た。相手は駆逐艦より大型の艦船と判断されたが、その日付に公認された日本船の沈没記録はなかった。その後は敵との接触もなく、結果的にトライトンはこの哨戒で2隻3,100トンの戦果を挙げたと主張したが、戦後の JANAC の調査の結果、子日撃沈だけが認定された。トライトンは8月30日にダッチハーバーに寄港し、補給の後翌31日に出港した。9月7日、トライトンは60日間の行動を終えて真珠湾に帰投。オーバーホールのため12月6日まで真珠湾海軍造船所に入渠した。

### 第5の哨戒 1942年12月 - 1943年1月
12月16日、トライトンは5回目の哨戒でウェーク島、カロリン諸島方面に向かった。途中、トライトンはウェーク島を爆撃するB-24に対する支援を、パイク (USS Pike, SS-173) 、フィンバック (USS Finback, SS-230) とともに命じられた。トライトンはウェーク島近海で救助配備に加え、12月23日の夜間に爆撃したB-24の誘導を担当した。この任務での救助活動はなかったものの、これが潜水艦による人命救助任務の嚆矢となり、救助活動を含む航空部隊への支援は、以後の潜水部隊の主要任務の一つとなっていった。12月24日、トライトンはウェーク島に入港しようとする特設給水船第一あまかす丸（甘糖産業汽船、1,913トン）を発見。距離910メートルから魚雷を2本発射し、1本が命中。第一あまかす丸はもうもうとした煙と蒸気を発して、瞬時に沈没していった。攻撃後、トライトンはブリスベンに進路を向けた。12月28日、トライトンはポンペイ島沖で距離6,400メートルの彼方を航行中の貨客船近江丸（日本郵船、3,394トン）を発見。接近したあと魚雷を3本発射し、命中させて近江丸を撃沈した。多くの残骸が浮いていたが、生存者は見つからなかった。トライトンは12月30日以降、トラックとラバウル、ニューギニアの各航路が交差している海域を哨戒した。1943年1月10日、トライトンは不審船を発見し観測したところ、相手は病院船であることが分かり、攻撃は控えられた。3日後の1月13日、トライトンは特設運送船（給油）あけぼの丸（日本海運、10,121トン）に対して魚雷を4本発射。うち1本が命中し、あけぼの丸がトライトンの潜望鏡に向けて発砲してきたので、トライトンは一旦深く潜航したのち、再び潜望鏡深度に戻して魚雷を4本発射。2つの水柱が立ったものの、爆発はなかった。翌14日には貨物船を発見し、攻撃しようとしたところ護衛艦による爆雷攻撃を受け、2時間もの間深深度でじっとしていた。1月16日にも2隻の貨物船に対して雷撃し、2つ命中したと判断されたが、確認は出来なかった。トライトンは最後に残った魚雷3本を大型貨物船に向けて発射したが、命中しなかった。1月26日、トライトンは40日間の行動を終えてブリスベンに帰投。艦長がジョージ・K・マッケンジー・ジュニア少佐（アナポリス1931年組）に代わった。

### 第6の哨戒 1943年2月 - 3月・喪失
2月16日、トライトンは6回目の哨戒でソロモン諸島方面に向かった。トライトンはショートランドとラバウルへの補給路を哨戒するよう命じられていた。2月22日、トライトンはブカ島に煙が上がっていることと、同島の日本軍の新しいレーダーの存在を報告した。3月6日、トライトンは北緯00度37分 東経145度30分 / 北緯0.617度 東経145.500度のマヌス島近海でラバウルからパラオに向かうF2船団を発見。6本の魚雷を発射し、陸軍輸送船桐葉丸（辰馬汽船、3,057トン）に2本命中させて撃沈し、陸軍輸送船水戸丸（日本郵船、7,061トン）の船首にも魚雷を命中させた。護衛の駆逐艦夕月が反撃に向かってきたので、トライトンは避退。翌日、この戦果を司令部に報じた。3月8日には別の輸送船団を発見。魚雷を合計8本発射し5つの命中を得たと判断したが、護衛艦の砲火により確認できず追撃もできなかった。3月11日、トライトンは僚艦とともに2つの輸送船団を追跡し、それぞれ5隻の輸送船が加わっていることを報告。この僚艦は隣の哨戒海域にいたトリガー (USS Trigger, SS-237) であった。3月13日、トライトンは南緯02度00分 東経145度44分 / 南緯2.000度 東経145.733度の地点から、駆逐艦秋風らと思われる3隻の駆逐艦の行動に注意を促す内容の情報を送信。これが、トライトンからの最後の交信となった。司令部はトライトンに対して、マヌス島からムッソウ島に至る哨区をツナ (USS Tuna, SS-203) およびグリーンリング (USS Greenling, SS-213) と代わるよう命令を発したが、応答は無かった。トライトンは帰投期日の3月25日になってもブリスベンに帰投せず、4月10日、トライトンは哨戒期限を過ぎたとして喪失が推定された。
3月15日、隣接哨区のトリガーは南緯00度02分 東経145度05分 / 南緯0.033度 東経145.083度の地点で輸送船団を攻撃。陸軍輸送船桃葉丸（辰馬汽船、3,103トン）を撃沈したが、反撃を受け深深度に避退。トリガーに対する爆雷攻撃が終わった後、トリガーは遠方で1時間に及ぶ別の爆雷攻撃の音を聴取していた。これ以降、トライトンからの音信は途絶えた。戦後明らかにされた日本の記録によると、3月15日に3隻の日本の駆逐艦がトライトンの割り当てられた領域の少し北西で潜水艦を攻撃し、油膜、残骸、およびアメリカの印がある外装を観察したとあり、アメリカ海軍の公式資料はこの日付をもってトライトンは戦没としている。なお、艦船研究家の木俣滋郎は、潜水艦攻撃調書に添付されていた、この時の残骸等の写真が第24号駆潜艇の項にあったという記憶から、第24号駆潜艇がトライトンを撃沈した可能性が高いとしている。 
珍説として、トライトンはブリスベン近くのモートン島の付近で、日本が敷設した機雷への触雷かオーストラリア海軍のパイロットによる誤爆（同士討ち）で沈み、トライトンの戦没はオーストラリア海軍によって隠されたという噂が今日も残っている。その期日はトライトンの沈没推定日から2週間後のこととされ、ブリスベンにはトライトン向けの郵送物や新鮮な果物、アイスクリームが用意されていたという。もっとも、オーストラリア戦争記念館の見解では、オーストラリアの陸上砲台が潜水艦を撃沈したことはあり得そうで実はなく、たとえ誤認撃沈を戦争中は隠していたとしても、戦争終了後数年のうちに真相が出てきただろうとしている。
トライトンは第二次世界大戦の戦功で5個の従軍星章を受章した。